# Alain Wisniak
Pour les articles homonymes, voir Wisniak.
Alain Wisniak, né en 1947 à Boulogne-Billancourt, est auteur-compositeur et arrangeur français.
Au cinéma, il est l'auteur des bandes originales de films comme L'Année des méduses ou Je vous trouve très beau. Il a aussi composé pour des fictions télévisuelles comme la série Maguy. Il a également composé des musiques de jeux télévisés (comme Que le meilleur gagne ou Questions pour un champion) et d’habillages d'antenne pour la radio (jingles pour RMC, Europe 2...).
À la suite de sa rencontre avec Bob Sinclar, il compose et coréalise l’album III (contenant notamment le titre The Beat Goes On), abandonnant son approche de musicien pour apprendre à travailler avec un DJ. En 2005, il travaille sur le titre Love Generation, trouvant, par ses relations, le chanteur Gary Pine. Quelques années plus tard, il participe en Jamaïque à l'album de remix reggae des tubes de Bob Sinclar. 
Il a également coréalisé et cocomposé cinq albums de Marc Cerrone. Il a été arrangeur notamment pour Christophe, Michel Delpech, Régine ou Michel Fugain.
Ponctuellement, il a aussi composé sous le pseudonyme de Steve Liquor pour des téléfilms érotiques.

## Compositions

### Cinéma
- 1983 : Exploits sur la Route du Rhum (court métrage) de Jean-Paul Bourdeauduc
- 1983 : Joy de Sergio Bergonzelli
- 1984 : Liste noire d'Alain Bonnot
- 1984 : La Femme publique d'Andrzej Żuławski
- 1984 : L'Année des méduses de Christopher Frank
- 1990 : On peut toujours rêver de Pierre Richard
- 2004 : Ne fais pas ça de Luc Bondy
- 2005 : Je vous trouve très beau d'Isabelle Mergault

### Téléfilms
- 1998 : Changement de cap de Patrick Malakian
- 1999 : Mémoire de sang de Patrick Malakian
- 2000 : Natures mortes de Patrick Malakian

### Téléfilms érotiques
Collection Joy in Love (adaptée de la série littéraire Joy), sous le pseudonyme de Steve Liquor :
- 1992 : Joy à Hong-Kong de Leo Daniel
- 1992 : Joy à San Francisco de Jean-Pierre Garnier
- 1992 : Joy à Moscou de Jean-Yves Pavel
- 1992 : Joy en Afrique de Bob Palunco
- 1993 : Joy chez les pharaons de Jean-Pierre Garnier

### Séries télévisées
- 1985 - 1994 : Maguy
- 1995 - 2001 : Les Bœuf-carottes
- 1998 - 2000 : Cap des Pins

### Émissions télévisées
- 1985 : Le Grand Labyrinthe
- 1987 - 2016 : Questions pour un champion
- 1988 - 1992 : Le Film ce soir
- 1989 : Mémorama
- 1991 - 1994 : Que le meilleur gagne
- 1995 - 1998 : Je passe à la télé